# Len Shackleton
Leonard Francis Shackleton (Bradford, 3 maggio 1922 – Grange-over-Sands, 27 novembre 2000) è stato un calciatore britannico.
Soprannominatosi The Clown Prince of Football nella sua autobiografia scritta nel 1956, ricopriva il ruolo di ala sinistra.
Iniziò la sua carriera calcistica nel 1938 nelle giovanili dell'Arsenal ma il suo contratto fu rescisso nel settembre 1939.
Si trasferì allora nel Bradford Park Avenue dove segnò 171 reti in 6 anni, attirando l'interesse del Newcastle United che lo acquistò per 13 000 sterline.
Nel febbraio 1948 venne acquistato dal Sunderland per 20 500 sterline. Con la maglia dei Black Cats trascorse 11 anni segnando 101 reti in 348 partite, ma non vinse trofei.
Nell'Inghilterra ha collezionato 5 presenze ed 1 rete tra il 1948 ed il 1954.
Shackleton concluse la carriera nel 1957 a causa di un infortunio e divenne un giornalista.